# 6167 Narmanskij
6167 Narmanskij è un asteroide della fascia principale. Scoperto nel 1979, presenta un'orbita caratterizzata da un semiasse maggiore pari a 2,3979229 UA e da un'eccentricità di 0,2009163, inclinata di 1,63444° rispetto all'eclittica.